# Bullet Train (filme)
Bullet Train (bra: Trem-Bala; prt: Bullet Train: Comboio Bala) é um filme americano de comédia de ação neo-noir dirigido por David Leitch, com o roteiro escrito por Zak Olkewicz. O filme é baseado no romance japonês Maria Beetle (publicado em inglês como Bullet Train) de Kōtarō Isaka, e apresenta um elenco que inclui Brad Pitt, Joey King, Aaron Taylor-Johnson, Brian Tyree Henry, Andrew Koji, Hiroyuki Sanada, Michael Shannon, Bad Bunny, Zazie Beetz, Logan Lerman, Karen Fukuhara, Masi Oka e Sandra Bullock. Foi lançado nos Estados Unidos em 5 de agosto de 2022, pela Sony Pictures Releasing.

## Sinopse
Cinco assassinos a bordo de um trem-bala em alta velocidade descobrem que suas missões têm algo em comum.

## Elenco
- Brad Pitt como Ladybug, um assassino experiente porém azarado.
- Joey King como Prince, uma jovem assassina psicopata.
- Aaron Taylor-Johnson como Tangerine, um assassino e parceiro de Lemon.
- Brian Tyree Henry como Lemon, um assassino e parceiro de Tangerine.
- Andrew Koji como Yuichi Kimura, um assassino japonês.
- Zazie Beetz como Hornet, uma assassina disfarçada de membro da tripulação do trem.
- Masi Oka como Conductor.
- Michael Shannon como White Death.
- Logan Lerman como The Son.
- Hiroyuki Sanada como Elder.
- Karen Fukuhara como membro da tripulação do trem.
- Bad Bunny como Wolf, um assassino mexicano que quer se vingar de Ladybug.
- Sandra Bullock como Maria Beetle, contato e chefe de Ladybug.
- Pasha D. Lychnikoff
- Miraj Grbić

## Produção
Bullet Train foi inicialmente desenvolvido por Antoine Fuqua – que produziu o filme – através de sua produtora Fuqua Films. Ele também foi originalmente planejado para ser um filme de ação violento, mas o projeto se transformou em uma comédia durante o processo de desenvolvimento.
Foi anunciado em junho de 2020 que a Sony Pictures contratou David Leitch para dirigir a adaptação do romance de Kōtarō Isaka a partir de um roteiro de Zak Olkewicz, no mês seguinte, Brad Pitt se juntou ao filme. Em agosto, Joey King entrou em negociações para participar de uma função descrita como coadjuvante em um "tipo de participação especial". Em setembro, Andrew Koji foi adicionado, com Aaron Taylor-Johnson e Brian Tyree Henry entrando em outubro. Em novembro de 2020, Zazie Beetz, Masi Oka, Michael Shannon, Lady Gaga, Logan Lerman e Hiroyuki Sanada se juntaram ao elenco. Em dezembro de 2020, Leitch revelou que Karen Fukuhara havia se juntado ao elenco, e que Jonathan Sela seria o diretor de fotografia do filme. No mesmo mês, Bad Bunny também foi confirmado no elenco. Sandra Bullock se juntou ao elenco em fevereiro de 2021 para substituir Lady Gaga, que teve que desistir devido a conflitos de agenda com House of Gucci.
A produção começou em outubro de 2020 em Los Angeles, durante à pandemia de COVID-19. As filmagens começaram em 16 de novembro de 2020, e terminaram em março de 2021. De acordo com o coordenador de dublês do filme, Greg Rementer, Pitt realizou 95% de suas acrobacias no filme.

## Lançamento
Bullet Train foi lançado em 5 de agosto de 2022 nos Estados Unidos, pela Sony Pictures Releasing. Foi originalmente programado para ser lançado em 8 de abril de 2022, antes de ser adiado para 15 de julho de 2022, 29 de julho de 2022, e novamente para 5 de agosto.
Em Portugal, o filme foi lançado em 28 de julho de 2022, e no Brasil, em 4 de agosto de 2022.

## Controvérsia
As escalações de vários atores não asiáticos, incluindo Brad Pitt e Joey King, levaram a acusações de embranquecimento, pois seus personagens eram japoneses no romance de Kōtarō Isaka. David Inoue, diretor executivo da Liga de Cidadãos Japoneses Americanos, criticou os elencos, explicando que, embora a adaptação americana fosse apropriada se o cenário ocorresse nos Estados Unidos, os cineastas optaram por manter o cenário japonês do romance, mantendo os personagens japoneses em plano de fundo do filme, tornando válidas as acusações de embranquecimento. Inoue também questionou a aliança dos atores com a comunidade asiática por aceitar conscientemente papéis pintados de branco e criticou ainda mais o filme por empurrar a "crença de que atores asiáticos nos papéis principais não podem carregar um sucesso de bilheteria", apesar dos recentes sucessos de filmes protagonizados por asiáticos como Crazy Rich Asians e Shang-Chi and the Legend of the Ten Rings.